# Hemnes
Hemnes là một đô thị ở tỉnh Nordland phía đông Hà Lan. 
Đây là một phần của vùng truyền thống Helgeland. Trung tâm hành chính của đô thị là làng Korgen. Các làng khác bao gồm Bjerka, Bleikvasslia, Hemnesberget, và Sund.

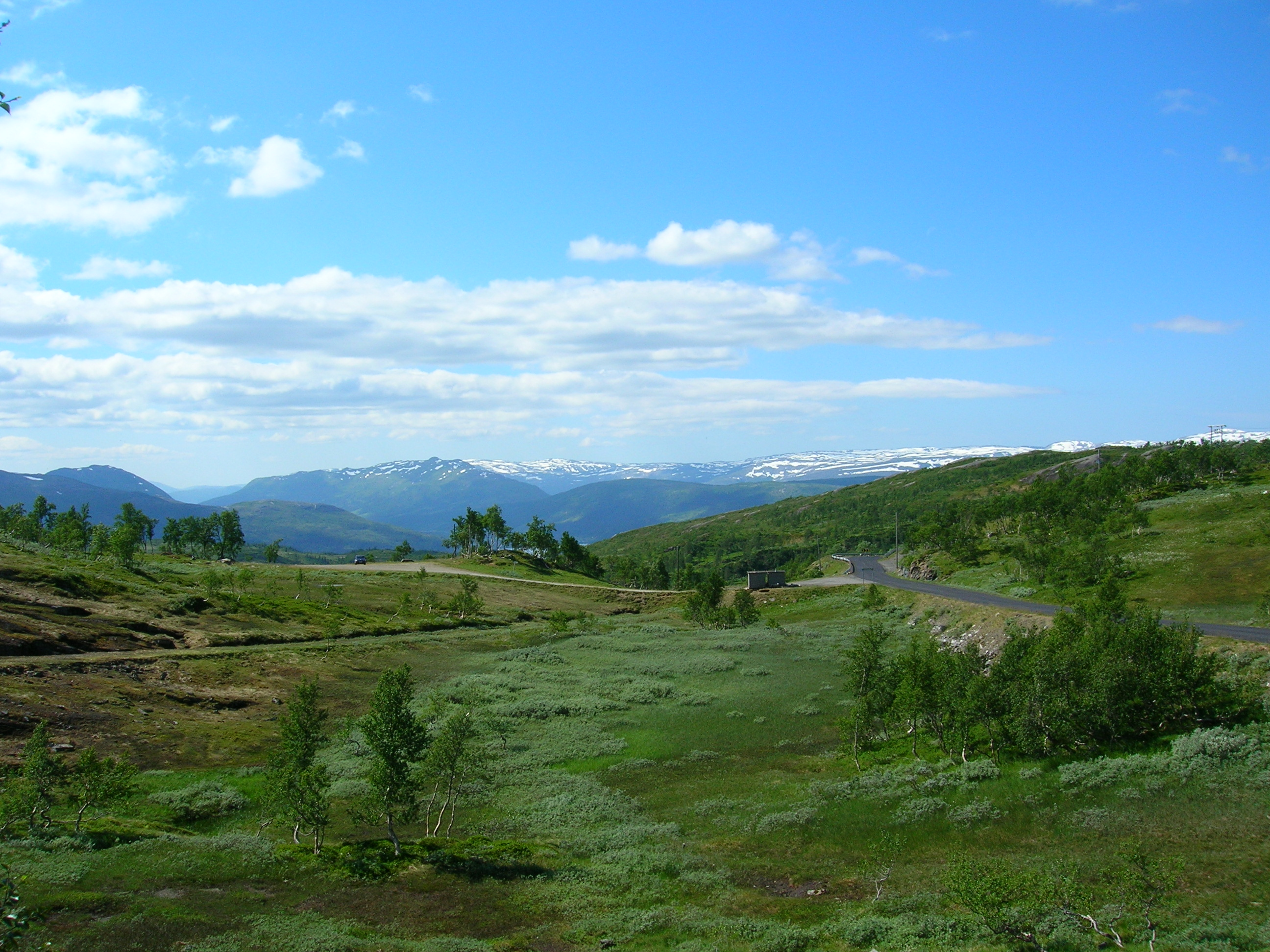
leftCảnh từ ngọn núi Korgfjellet ở Hemnes (khoảng 400 m amsl) về phía Vefsn

Đô thị nằm phía nam của vùng Ranfjorden và trải dài về phía nam và đông theo hướng biên giới với Thụy Điển. Tuyến Nordland và tuyến châu Âu E06 băng qua Hemnes trên đường đến thị trấn Mo i Rana cách phía đông bắc 20 km về phía đông bắc. Đường cao tốc E6 vào Hemnes từ phía tây thông qua Đường hầm Korgfjell từ Vefsn.

## Thông tin chung
Thành phố này được thành lập vào năm 1839 khi thành phố Rana cũ của Rana được chia thành Sør-Rana và Nord-Rana, ngay sau khi luật Formannskapsdistrikt có hiệu lực. Ngay sau đó, năm 1844, Sør-Rana được đổi tên thành Hemnes.
Ngày 1 tháng 7 năm 1918, quận Hemnes phía nam (dân số 1.369) được tách ra để trở thành đô thị mới của Korgen. Điều này đã để lại Hemnes với 3.567 cư dân. Vài tháng sau ngày 1 tháng 1 năm 1919, khu vực phía đông Bardal (dân số: 4) được chuyển tới Nesna. Sau đó vào ngày 1 tháng 7 năm 1929, Hemnes được chia thành 3 thành phố: Sør-Rana, Elsfjord, và Hemnes. Sau đó, đô thị Hemnes chỉ gồm có ngôi làng Hemnesberget và khu vực xung quanh nó (dân số: 1.077). Vào ngày 1 tháng 1 năm 1964, các thành phố của Korgen, Hemnes, phần phía bắc cực trị của Hattfjelldal, và phần phía nam của Sør-Rana đã được sáp nhập để hình thành một đô thị lớn mới của Hemnes.

### Tên gọi
Đô thị này được đặt tên theo trang trại Hemnes cũ (Old Norse: Heimnes, nay gọi là Hemnesberget), vì nhà thờ đầu tiên được xây dựng ở đó. Yếu tố đầu tiên là heimr có nghĩa là "nhà" (ở đây theo nghĩa "gần nhà nhất") và yếu tố cuối cùng là nes có nghĩa là "mũi", đề cập đến bán đảo mà trang trại tọa lạc.

### Huy hiệu
Bộ cánh tay là từ thời hiện đại; Họ đã được cấp vào ngày 4 tháng 4 năm 1986. Các cánh tay cho thấy một kẹp thuyền bằng thuyền trên nền xanh dương. Đóng tàu từ lâu đã là một truyền thống trong đô thị và một yếu tố tượng trưng cho đóng tàu được coi là thích hợp. Biểu tượng được lựa chọn là một loại kẹp được sử dụng để giữ hai bên gỗ với nhau, và nền màu xanh đại diện cho đại dương.

### Nhà thờ
Giáo hội Na Uy có ba giáo xứ (sokn) trong đô thị Hemnes. Đây là một phần của nhà thờ Indre Helgeland ở Giáo phận Sør-Hålogaland.